# ألماس أتاييف
ألماس جاناديلولي أتاييف (بالقازاقية: Алмас Жанаділұлы Атаев) (من مواليد 24 مايو 1981) هو لاعب جودو كازاخستاني.
فاز بالميدالية الفضية في فئة وزن نصف الوسط (81 كجم) من دورة الألعاب الآسيوية 2006 بعد أن خسر المباراة النهائية أمام دامدينسورينجيين نيامخو من منغوليا.
يقيم حاليا في أوسكمان.

## وصلات خارجية
- ألماس أتاييف على موقع الفيدرالية الدولية للجودو (الإنجليزية)
- ألماس أتاييف على موقع JudoInside.com (الإنجليزية)

- السيرة